# Colleen Dion
Colleen Dion-Scotti (ur. 26 grudnia 1964 r., USA) – amerykańska aktorka.
Ze swoim drugim mężem ma dwoje dzieci: syna Lawrence'a George'a Scotti (ur. 8 października 1996) i córkę Vivianę Laurentię Scotti (ur. 8 sierpnia 2000).

## Filmografia
- 1990: Urok mordercy (Fatal Charm) jako dziewczyna kowboja
- 1987: Moda na sukces (The Bold and the Beautiful) jako Felicia Forrester (1990-1992, 1997,2004)
- 1984-1993: Santa Barbara jako kochanka Roberta (1989)
- 1970: Wszystkie moje dzieci (All My Children) jako Leslie Coulson (1999-2001)
- 1964-1999: Inny świat (Another World) jako Brett Gardner (1993-1994)
- 1956: As the World Turns jako Dahlia Ventura (2001-2002)
- 1952: Guiding Light The jako Ramona Hendon (2003)
- 1951-1986: Search for Tomorrow jako Evie Stone #1 (1985-1986)